# Varannómező
Varannómező (1899-ig: Varannó-Hosszúmező, szlovákul Vranovské Dlhé) Varannó város része Szlovákiában, az Eperjesi kerület Varannói járásában.

## Fekvése
Varannó központjától 2 km-re délkeletre, a Tapoly bal oldalán található.

## Története
V. István király 1270-ben kelt adománylevele szerint Varannómező területe a csicsvai uradalommal szomszédos lipóci királyi birtokhoz tartozott. 1410-ben Luxemburgi Zsigmond a szomszédos falvakkal együtt a csicsvai uradalomhoz csatolta. A falu 1523-ig a csicsvai uradalommal együtt a Rozgonyi család birtoka volt. 1523-ban kihalt a Rozgonyi család, így 1524-től új birtokosai lettek a Báthoryak személyében.
A 18. század végén Vályi András így ír róla: „HOSSZÚ MEZŐ. Varannó hosszú mező. Tót falu Zemplén Várm. földes Ura G. Barkóczy Uraság, lakosai katolikusok, fekszik közel az előbbeniekhez, határja két nyomásbéli, ’s ha trágyáztatik mindent meg terem, réttyei jó szénát hoznak, legelője elég, fája tűzre van, malma a’ szomszédságban, piatzozása Varannón, Homonnán, és Nagy Mihályon.”
Fényes Elek 1851-ben kiadott geográfiai szótárában így ír a településről: „Varanó-Hosszúmező, (Vranovszke Dluhe), tót falu, Varanóhoz 5 perczre, ut. p. Eperjeshez pedig 4 1/2 mfld távolságra, egy hegy déli oldalán, a Sárosból Ungba vezető országutban, a Tapoly és Ondava völgyét választó szegletes ponton. Földjének 1/4 dombon, 3/4 része lapályon fekszik, s ez igen termékeny, ámbár néha mind a Tapoly, mind az Ondava árjai által rongáltatik. Határa 1600 hold, mellyből 12 telek után szántóföld 270 h., és 100 h. rét, közlegelő 200 h., a többi majorság. Lakja 170 r. kath., 90 g. kath., 260 evang., 30 zsidó. Birják gr. Barkóczy János, gr. Forgács család, Vladár Kristóf, Eperjesi Gábor, és az Oláh család.”
Borovszky Samu monográfiasorozatának Zemplén vármegyét tárgyaló része szerint: „Varannómező, előbb Varannó-Hosszúmező, tót kisközség 101 házzal és 540, nagyobbára ág. h. evangelikus lakossal, kiknek azonban itt nincsen templomuk. Postája és távírója Varannó, legközelebbi vasúti megállóhelye Varannó-Csermenye. Már 1270 előtt herczeg Rasztizlav birtokaként szerepel, melyet V. István Rajnold mesternek, a Rozgonyiak ősének adományoz. Később azután a varannai uradalom tartozéka lett s a Drugethek után a Barkóczyak s a Forgáchok lettek az urai. 1774-ben báró 'Sennyey Lászlónak, Vladár Pálnak s azután az Oláh családnak is volt benne része. Most a gróf Barkóczy-féle hitbizományhoz tartozik. Ide tartozik Jegenyés-tanya és Lázi-puszta.”
1920-ig Zemplén vármegye Varannói járásához tartozott.

## Népessége
1880-ban 573-an lakták: 501 szlovák, 63 magyar anyanyelvű, 1 idegen és 8 csecsemő; ebből 224 evangélikus, 178 római katolikus, 111 görögkatolikus, 58 zsidó és 2 református vallású volt.

## Lásd még
- Varannó
- Csemernye